# Jiří Mádle
Jiří Mádle (10. prosince 1975, České Budějovice) je český režisér televizních pořadů a reality show.
Práci na televizních projektech se věnuje od roku 1998, kdy začal spolupracovat se společností Krátký film Praha a.s. na dokumentárních pořadech o Jaroslavu Ježkovi s názvem Sonáta, kterou Jaroslav Ježek nenapsal a Antonínu Dvořákovi s názvem Kámen a hudba, coby autor námětů a asistent režie. V rámci studií realizoval několik studentských dokumentárních i hraných filmů na pozicích produkce, kamera a režie.
Po ukončení studia začal s Českou televizí spolupracovat na pořadech Divadlo žije! na pozici kameraman a celovečerním filmu Sentiment na pozici vedoucího produkce. V letech 2002 až 2008 úzce spolupracoval s provozovatelem divadla Komedie – společností Pražské komorní divadlo na realizaci multimediálních projekcí a audiovizuálních záznamech divadelních představení. V roce 2003 spolupracoval se Státní operou Praha na realizaci audiovizuálních částí opery Emila Viklického Oráč a smrt.
Od roku 2006 se začal věnovat spolupráci na realizaci pořadů pro komerční televize, a to především na formátech reality show – Výměna manželek (2007), Vem si mě! (2007), Hledá se táta (2008), Jak se staví sen (2007–2015), Hledá se táta a máma (2009, 2010, 2017), Ženy na cestách (2010–2015), Farmář hledá ženu (2010, 2021), Prostřeno! (2010–2017 / 1100. dílů), Mladší o pár let (2011), Česko na talíři (2011–2012), Což takhle dát si VIP? (2013), Co je doma, to se počítá (2013), VIP Prostřeno (2012–2013), Prostřeno – Poslední večeře (2016–2017), Jak se staví sen – extra (2016), Receptář prima nápadů (2019, 2020), Superšéf – 24 hodin do pekla a zpět se Zdeňkem Pohlreichem (2019) nebo Cesty z dluhů (2020), magazín Na houpačce (2021), Tlouštíci (2021), První večeře (2021), Jak to bylo šéfe? (2022), Šampioni (2023), Šatna (2023).
Od roku 2016 se vrátil i ke spolupráci s Českou televizí, a to konkrétně na projektech Kočka není pes (2016–2023) a Polopatě (2018–2022).
Mimo režijní práci úzce spolupracoval jako externí marketingový poradce s produkční společností Whisconti a First Film při realizaci celovečerních snímků Anglické jahody (2008) a PIKO (2010), jehož je i koproducentem.